# Meksički zaljev
Meksički zaljev velika je vodena površina između Sjeverne i Srednje Amerike. Smatra se zaljevom iako je površinom veći od mnogih mora. Na sjevernoj obali su Sjedinjene Američke Države, zapadnoj i južnoj Meksiko (poluotok Yucatan), a na istoku je Kuba. Floridskim prolazom između Kube i Floride je povezan s Atlantskim oceanom a Yucatanskim kanalom između Meksika i Kube s Karipskim morem. Kroz Meksički zaljev prolazi Golfska struja koja je po njemu dobila ime (špa. golfo – zaljev). U podmorju zaljeva postoje značajna nalazišta nafte i zemnog plina. Sa sjevera se u zaljev ulijeva rijeka Mississippi. Preko zaljeva često prolaze uragani koji nastaju u srednjem Atlantiku i udaraju u američku obalu.

## Vanjske poveznice
|  | Zajednički poslužitelj ima još gradiva o temi Meksički zaljev |